# 최만리 선생 묘 및 신도비
최만리 선생 묘 및 신도비는 경기도 안성시 원곡면 지문리에 있는 조선(朝鮮) 세종(世宗) 때의 문신학자인 최만리 선생의 묘 및 신도비이다. 1986년 5월 22일 안성시의 향토유적 제32호로 지정되었다.

## 개요
신도비는 무덤 앞이나 무덤으로 가는 길목에 세워놓은 죽은이의 생애에 관한 사항들을 새긴 비로 무덤 남동쪽에 남쪽을 향하여 세운다. 
최만리 선생은 조선(朝鮮) 세종(世宗) 때의 문신․학자로서 자는 자명(子明), 호는 강호산인(江湖山人), 본관은 해주(海州), 하(荷)의 아들이다. 세종 원년(1419) 증광문과(增廣文科)에 급제, 홍문관(弘文館)과 집현전박사(集賢殿博士)를 겸임했고, 세종 9년(1427) 교리(校理)로서 문과중시(文科重試)에 급제한 뒤 집현전 직제학(直提學)․부제학(副提學)을 역임했다. 
세종19년(1437) 강원도관찰사를 거쳐 부제학이 된 뒤 세종의 총애를 받았다. 세종 26년(1444) 훈민정음(訓民正音) 반포(頒布)에 반대하여 한때 세종의 노여움을 샀고 환관(宦官)의 사모(紗帽) 착용과 척불(斥佛)․세자섭정(世子攝政) 반대 등의 상소를 올려 직간(直諫)으로 이름 높았다. 청렴결백한 태도로 일관, 청백리(淸白吏)에 녹선(錄選)되었다. 
백운산(白雲山) 기슭에 위치한 묘소는 부인 중화 양씨(中和楊氏)와 합장묘로서, 묘 앞의 구(舊) 묘비에는 「집현전부제학 최공만리지묘(崔公萬理之墓) 정부인(貞夫人) 중화양씨 부전(柎箋)」라고 새겨져 있다. 
묘비 앞에는 상석․향로석, 그리고 좌우에는 문인석․망주석이 배치되었다. 묘비의 재료는 대리석이며, 규모는 높이 95cm, 폭37cm, 두께 18cm이다. 묘소 입구 우측에 위치한 신도비는 1962년에 건립된 것으로, 화강암 옥개와 장방형 비좌를 갖추었고, 비신은 대리석이다. 비문은 이숭녕(李崇寧)이 찬(撰)했는데, 비신은 높이 178cm, 폭 61.5cm, 두께 33cm의 규모이다.

## 같이 보기
- 최만리

## 참고 자료
- 최만리 선생 묘 및 신도비 - 안성문화관광 - 시지정문화재